# 兴胜乡
兴胜乡，是中华人民共和国四川省凉山彝族自治州西昌市曾经下辖的一个乡。2019年12月，撤销兴胜乡，将原兴胜乡花庄村、小桥村、花园村、双林村所属行政区域划归安宁镇管辖，原兴胜乡联合村、新元村、江管村、德胜村、团结村所属行政区域划归礼州镇管辖。

## 行政区划
兴胜乡撤销前下辖以下地区：
德胜村、团结村、花园村、联合村、新元村、江管村、花庄村、小桥村和双林村。